# Krom
Krom (i litteratur, herunder Kemisk Ordbog, også skrevet chrom) er det 24. grundstof i det periodiske system, og har det kemiske symbol Cr: Under normale temperatur- og trykforhold optræder dette overgangsmetal som et sølvhvidt, skinnende og temmelig hårdt metal med et højt smeltepunkt på 1907 grader celsius.

## Egenskaber
Ved kontakt med ilt danner krom et tyndt, lufttæt lag af oxid, der hindrer ilten i at "nå" mere metal. I kemiske forbindelser optræder krom normalt med oxidationstrinnene +2, +3 og +6, hvoraf +3 er mest stabil. Forbindelser med krom i oxidationstrin +6 er stærkt oxiderende. Krom optræder sjældnere med oxidationstrin +1, +4 og +5.

## Tekniske anvendelser
Krom er nok mest kendt fra forkromede dele på især biler. Krom bruges i stål for at gøre det rustfrit, og indgår i det boremudder det bruges ved boring efter olie og gas for at modvirke korrosion. Krom bruges ved eloxering af aluminium, hvor overfladen på aluminium-emnet bogstavelig talt bliver omdannet til rubin.
Krom-holdige salte giver glas en smaragd-grøn farve, og er ansvarlige for rubiners røde farver; disse salte bruges desuden til at garve læder. Krom indgår også i stærkt gule farvestoffer der bruges i blandt andet maling.
Kaliumdikromat bruges i kemilaboratorier til at rengøre udstyr af glas samt som reagens i titrering. Stoffet bruges endvidere i forbindelse med farvning af tekstiler.
Krom(IV)oxid (CrO2) bruges i rollen som den magnetiske belægning på magnetbånd, hvor dets høje magnetiske koercitivkraft giver båndet bedre egenskaber end tilsvarende bånd med jernoxid.

## Historie
I 1761 fandt Johann Gottlob Lehmann et orangerødt mineral i Uralbjergene, som han fejlagtigt identificerede som en kemisk forbindelse af blandt andet bly, selen og jern og derfor kaldte for sibirsk rødt bly. I virkeligheden var der tale om blykromat, PbCrO4, som vi i dag kender som mineralet krokoit.
Peter Simon Pallas opsøgte det sted hvor Lehmann havde fundet det "røde bly", og fandt ud af at stoffet er velegnet som farvestof i maling og til tekstiler. Brugen af sibirsk rødt bly greb om sig, og en stærk gul farve lavet af krokoit blev en modefarve. 
I 1797 eksperimenterede Nicolas-Louis Vauquelin med prøver af krokoit: Ved at blande det med saltsyre kunne han danne et oxid med formlen CrO3, og året efter fandt han ud af at han kunne omdanne dette oxid til frit metal ved at varme det op i en kulfyret ovn. Han fandt desuden spor af krom i visse ædelsten som rubin og smaragd.
Op igennem 1800-tallet blev krom primært brugt som farvestof og til garvning af læder, men nu bruges størstedelen i legeringer med andre metaller, og resten i blandt andet den kemiske industri.
Krom har sit navn fra det græske ord chroma, der betyder farve, da det danner kemiske forbindelser i mange forskellige farver.

## Krom i biologien
Den menneskelige organisme har brug for trivalent krom, i form af kationen Cr3+, i ganske små mængder; det spiller en rolle for vores nedbrydning af sukker. Til gengæld er den hexavalente Cr6+ stærkt giftig.

## Forekomst og udvinding
Krom udvindes kommercielt af mineralet kromit (FeCr2O4): Halvdelen af verdensproduktionen af dette mineral kommer fra Sydafrika, og dertil er Kasakhstan, Indien og Tyrkiet leverandører af betydelige mængder. Der findes talrige uberørte aflejringer af kromit, men de er geografisk koncentreret omkring Kasakhstan og det sydlige Afrika. Det rene metal udvindes ved at opvarme kromit sammen med aluminium og silicium.
I 2000 blev der på verdensplan udvundet 15 millioner tons kromit i kommercielt øjemed, som blev omarbejdet til 4 millioner tons ferrokrom til en markedsværdi af omkring 2,5 milliarder amerikanske dollar.
Om end det er sjældent, er man stødt på forekomster af frit, metallisk krom i naturen: Et af disse steder er Udachnaya-minen i Rusland — her findes det i kimberlit sammen med diamanter.

## Isotoper af krom
Naturligt forekommende krom består af de tre stabile isotoper 52Cr, 53Cr og 54Cr, hvoraf 52Cr er den mest udbredte med 83,789 procent. Dertil kender man 19 radioaktive isotoper, hvoraf 50Cr udmærker sig med en halveringstid på 1,8&missot;1017 år — de øvrige krom-isotoper har halveringstider under en måned.